# Sarbar
Sarbar (grec: Σαρβάρος) o Shahrbaraz (persa: شهربراز), el nom real del qual era Farrokhan, († 9 de juny del 630) va ser general i 25è monarca sassànida.

## General
Durant el regnat de Còsroes II (590-628) va comandar l'exèrcit persa com a general, i va obtenir el títol de Shahrbaraz (literalment Ós de l'Imperi), que va obtenir com a sobrenom. Aquest fet demostra la seva destresa en el camp de batalla, atès que s'associava l'os amb la victòria.
Durant les seves campanyes va conquistar les ciutats de Damasc (al 613) i Jerusalem (al 614), llavors romanes d'Orient, i va obtenir a més la Vera Creu. No obstant això, durant la guerra entre Heracli (610-641) i els perses en la dècada del 620, va néixer i va créixer una mútua suspicàcia entre el general i Còsroes II. Els espies romans d'Orient van mostrar a Sarbar diverses cartes que demostraven que Còsroes II planejava assassinar-lo. Sarbar va abandonar l'exèrcit durant la guerra, i sense les seves estratègies es va accelerar la derrota persa, amb la qual cosa la victòria va caure del costat de l'Imperi Romà d'Orient.

## Rei sassànida
Després de la derrota persa, Sarbar va participar activament de les conspiracions entorn del tron. Còsroes II era partidari de no rendir-se a Heracli, i per això va ser mort. El 27 d'abril del 630 Sarbar va matar el nou rei, un nen que amb prou feines portava divuit mesos en el tron, anomenat Artaxerxes III (628-630), i es va convertir en el vint-i-cinquè rei sassànida. Va signar la pau, segons la qual es tornaven als romans d'Orient totes les terres conquistades en la guerra, a més de la Vera Creu.
L'abril del 630 va ser capturat per la coalició de khàzars i köktürks (en turc, Celestes) que van conquistar Armènia. Poc després, el 9 de juny, va ser assassinat.